# Petr Hubáček
Petr Hubáček (ur. 2 września 1979 w Brnie) – czeski hokeista, reprezentant Czech, trener.
Jego ojciec Petr Hubáček Senior (ur. 1956) i brat Radek (ur. 1984) także zostali hokeistami.

## Kariera zawodnicza
- HC Kometa Brno (1997-1998)
- HC Vítkovice (1998-2000)
- Philadelphia Phantoms (2000-2002)
- Philadelphia Flyers (2000-2002)
- Milwaukee Admirals (2002)
- HC Zlín (2002-2003)
- HC Vítkovice (2003-2010)
  -  SC Bern (2007)
  -  Nieftiechimik Niżniekamsk (2008-2009)
- HC Kometa Brno (2010-2011)
- JYP (2011-2016)
- HC Pardubice (2016-2017)
- Dragons de Rouen (2017-2018)

Wychowanek HC Kometa Brno. W 2000 roku w lidze NHL w barwach Philadelphia Flyers rozegrał sześć meczów, w których strzelił jednego gola. Od grudnia 2011 roku zawodnik JYP. W sierpniu 2012 roku przedłużył kontrakt z klubem o dwa lata. W lipcu 2014 przedłużył kontrakt z JYP o trzy lata. Odszedł z klubu po sezonie Liiga (2015/2016). Od czerwca 2016 zawodnik HC Pardubice. Od czerwca 2017 zawodnik francuskiego klubu z Rouen. Po sezonie 2017/2018 w jego barwach ogłosił zakończenie kariery.
Uczestniczył w turniejach mistrzostw świata w 2006, 2007, 2010, 2011, 2013.

## Kariera trenerska
W maju został asystentem trenera w klubie LHK Jestřábi Prostějov.

## Sukcesy

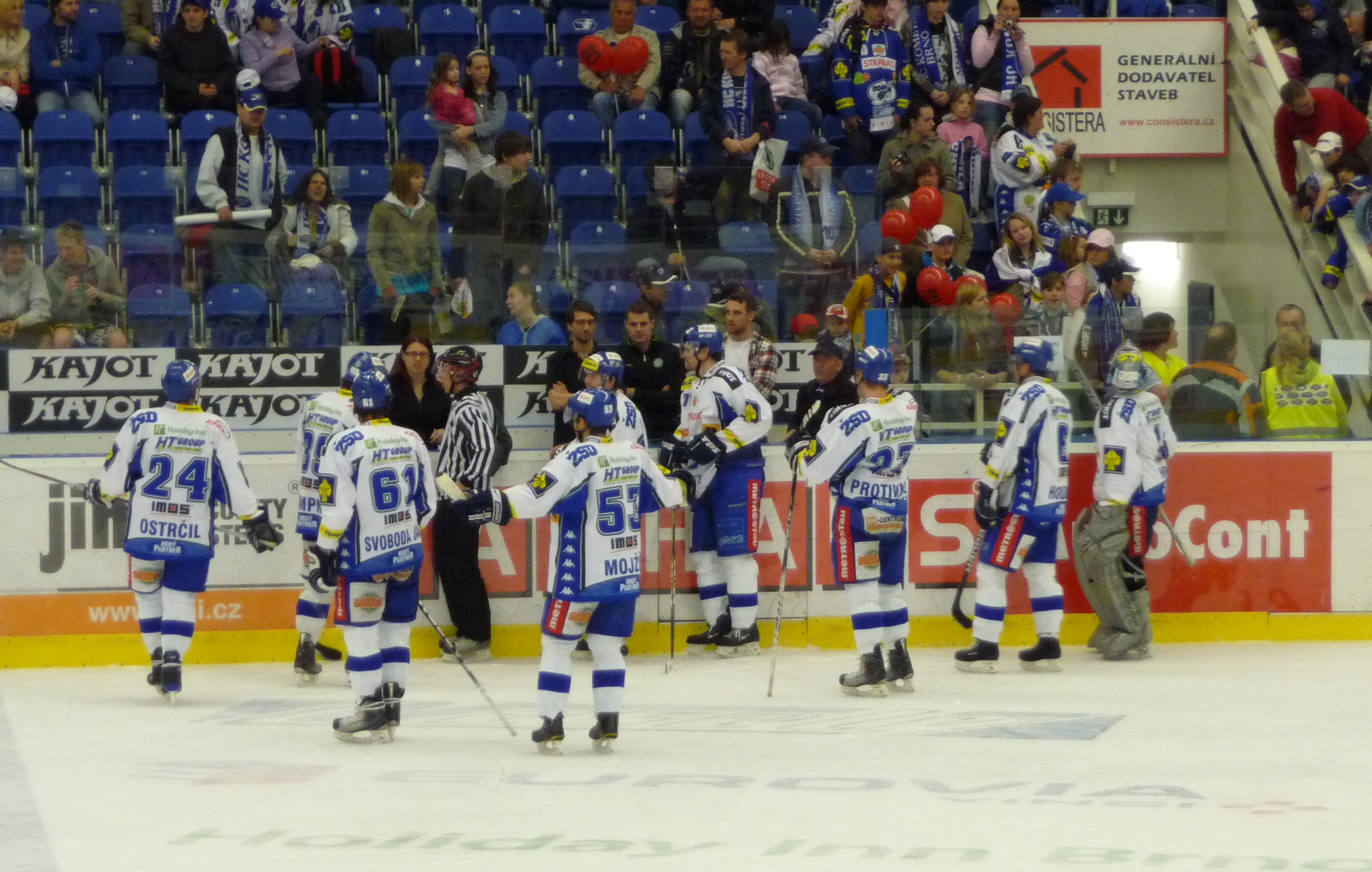
Zawodnicy Komety Brno podczas pożegnania Petr Hubáčka z klubem (2011)

Reprezentacyjne
- Srebrny medal mistrzostw świata: 2006
- Złoty medal mistrzostw świata: 2010
- Brązowy medal mistrzostw świata: 2011

Klubowe
- Brązowy medal Mistrzostw Czech: 1998 z Kometą Brno
- Srebrny medal mistrzostw Szwajcarii: 2007 z SC Bern
- Złoty medal mistrzostw Finlandii: 2012 z JYP
- Brązowy medal mistrzostw Finlandii: 2013, 2015 z JYP
- European Trophy: 2013 z JYP
- Złoty medal mistrzostw Francji: 2018 z Rouen